# Vajnanguer
Vajnanguer (en rus: Важнангер) és un poble de la República de Marí El, a Rússia, que en el cens del 2010 tenia 94 habitants. Pertany al districte rural de Kozmodemiansk.